# Clădirea fostei școli a zemstvei (Varnița)
Clădirea fostei școli a zemstvei este o clădire amplasată pe str. Kotovski, 1 în Varnița, raionul Anenii Noi, Republica Moldova. Este un monument istoric și arhitectural de importanță națională, inclus de două ori în Registrul monumentelor Republicii Moldova ocrotite de stat: cu nr. 157 (raionul Anenii Noi) și cu nr. 35 (municipiul Tighina). Datează de la înc. sec. XX sau din anii 1870.